# جامع القهار (الأنبار)
جامع القهار من مساجد العراق الحديثة، ويقع في منطقة الصوفية في محافظة الأنبار في قضاء الرمادي، والجامع مستلم من قبل ديوان الوقف السني في العراق وحالته مضبوطة، وبني من قبل المتبرع (حسين عبد صالح)، وتبلغ مساحة الجامع 1200م2، وفيه مصلى واسع تبلغ مساحته 1000م2، وهو على شكل مستطيل  طول ضلعيه 20م و50م، وبارتفاع 5م، ويتسع لأكثر من 1000 مصل، ويحتوي الحرم على منبر ومحفل لقراء القرآن مصنوعان من الخشب الصاج، وتقام فيهِ دورات لتحفيظ القرآن، وتقام فيه صلاة الجمعة وصلاة العيدين والصلوات الخمس. ويبلغ عدد المصلين في صلاة الجمعة حوالي 400 مصل، بينما لا يتجاوز العدد 25 مصل في فروض الصلاة اليومية.